# František Dostál (politik)
František Dostál (13. dubna 1895 – 1965) byl český a československý politik Komunistické strany Československa a poúnorový poslanec Národního shromáždění ČSR.

## Biografie
V roce 1948 se uvádí jako domkář a zedník, bytem Zubří, okres Nové Město na Moravě.
Po volbách roku 1948 byl zvolen do Národního shromáždění za KSČ ve volebním kraji Brno. Mandát nabyl až dodatečně v dubnu 1953 jako náhradník poté, co rezignoval poslanec Josef Orel. V parlamentu zasedal až do konce funkčního období, tedy do voleb v roce 1954.
Zastával i stranické posty. VIII. sjezd KSČ ho zvolil členem Ústředního výboru Komunistické strany Československa.